# Бакар(II) сулфат
Бакар(II) сулфат је неорганско хемијско једињење хемијске формуле CuSO4, где је оксидациони број бакра +2. Познато је још и под називом плави камен и представља најважнију со бакра.

## Добијање
Плави камен се може добити на неколико начина:
- Отпаци бакра загревањем са сумпором у пламеној пећи даје бакар(I) сулфид, који се на ваздуху оксидује у сулфат.
- Може се добити и распршавањем разблажене сумпорне киселине на бакарне отпатке у торњу обложеном оловом, уз присуство ваздуха:

{\displaystyle \mathrm {2Cu+2H_{2}SO_{4}+O_{2}\longrightarrow \;2CuSO_{4}+2H_{2}O} }
- Добија се и пржењем сулфидних руда бакра, при чему се бакар, али и присутно гвожђе оксидују, па се раздвајају уз помоћ сумпорне киселине. Ипак, раздвајање није потпуно, па плави камен садржи и примесе овог другог оксида.
- Чист сулфат се добија у лабораторији реакцијом куприоксида са сумпорном киселином, а потом кристализацијом.

## Физичка и хемијска својства
Анхидрована со је врло хигроскопна, што се иначе и користи за доказивање малих количина воде. Може се добити загревањем на изнад 230 °, када плави камен изгуби воду. На температури од 340 ° гради се базни сулфат, а изнад 650 ° се распада на оксид. На собној температури познат је пентахидрат плаве боје, лако растворљив у води. На 15 ° у 100 грама воде се раствара 32,9 грама сулфата.

## Примена
Плави камен се употребљава у разним областима људског деловања; у галваностегији, у електричним батеријама, у индустрији боја, посебно израду зелених пигмената, али и у штампању памучних тканина, за импрегнацију дрвета, а помешан са кречним млеком, употребљава се и као фунгицид.